# パナソニック マーケティングスクール
株式会社パナソニックマーケティングスクール（Panasonic Marketing School Co., Ltd.）は、パナソニックグループの企業である。
1984年、当時社内に6箇所あった研修所を統合する形で発足。2008年10月1日の親会社の社名変更に合わせ、「株式会社松下流通研修所」より社名変更した。

## 業務内容
- 松下幸之助商学院の運営、及びそこにおけるパナソニックショップ（旧・ナショナルショップ）後継者育成。
- パナソニック（旧・松下電器産業）・パナソニックグループの社員、及びパナソニックショップ従業員・経営者に対する各種研修（資格取得、営業・マーケティングなど）。

## その他
- パナソニックグループ社員及びパナソニックショップスタッフが全国各地から研修に集まり、それらは泊まりがけで行われるため宿泊棟を完備している。またPCMC新入社員を集めての合宿研修も行われている。

## 関連企業
- パーソル パナソニック HRパートナーズ